# Leszek Gawron
Leszek Gawron (ur. 1971) – polski sędzia piłkarski, II ligowy i I ligowy. W sezonach 2003/04 – 2005/06 oraz 2006/07 sędziował w I lidze. Z zawodu jest policjantem.